# Prostitution i Egypten

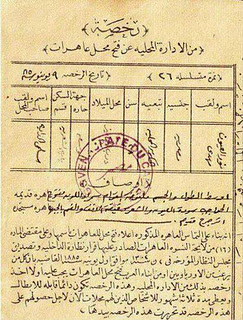
1885 prostitute license issued in the Cairo municipality

Prostitution i Egypten är illegalt sedan år 1949. 
Prostitutionens historia i det forntida Egypten är dåligt känd, men under Romerska rikets tid var prostitution laglig och beskattad liksom i det övriga romerska imperiet. Prostitution reglerades efter 600-talet länge under islamisk lag, vilket gjorde att prostitution ofta bestod av att en hallick sålde sin slavinna på slavmarknaden till kunder, som återkallade köpet efter att ha haft samlag med henne. 
Mellan 1885 och 1932 förekom ett system med reglementerad prostitution i Egypten; parallellt förekom från 1850-talet till 1937 också ett system med bordeller styrda av utländska medborgare som stod utanför egyptisk lag. År 1949 förbjöds all prostitution i Egypten. 

## Historik

### Antikens Egypten
Lite är känt om prostitution i det forntida Egypten. Under romersk tid reglerades och beskattades prostitution på samma sätt som i romerska riket. De prostituerade bestod då ofta av slavar. 

### Osmanska Egypten
Den arabiska erövringen och islamiseringen av Egypten avskaffade inte sexhandeln. 
Islam förbjöd formellt sett prostitution, men tillät män att utnyttja sina slavinnor sexuellt (konkubiner inom islam), och prostitution praktiserades därför genom att en hallick sålde sin slavinna på bazaaren eller slavmarknaden som slav till en kund, som därmed enligt islamisk lag fick ha samlag med henne, och som sedan återkallade köpet och lämnade tillbaka henne till hallicken, officiellt genom missnöje, sedan han hade haft samlag med henne; detta var en form av prostitution som var laglig och accepterad i sekler fram till och med i det Osmanska riket.
Utöver den vanliga prostitutionen av slavar på slavmarknaden, förekom dock även illegalt fria prostituerade. I praktiken kom dessa att tolereras av myndigheterna i utbyte mot beskattning. 

### Muhammad Ali-dynastin (1805-1953)
År 1834 förbjöds prostitution i norra Egypten, och alla kvinnliga sexarbetare och professionella dansare (ghawazi) förvisades till södra Egypten. 1837 utsträcktes dock förbudet även till södra Egypten. Hallickar förbjöds 1867 när Khedivatet Egypten bildades. Sexhandeln förekom dock illegalt. 
Slavhandel med sexslavar till privata harem berördes inte av lagar mot prostitution, eftersom handel med slavkonkubiner till privata harem inte betraktades som prostitution. Genom Anglo-Egyptian Slave Trade Convention 1877-1884 förbjöds importen av slavar till Egypten och existerande slavar fick rätten att ansöka om frigivning genom brittiska frigivnigsbyråer, vilket snabbt reducerade slaveri i Egypten. Detta ledde till att många utblottade före detta slavar prostituerade sig för att kunna överleva. 
Under Krimkriget på 1850-talet samlades många hallickar och prostituerade i Konstantinopel, för att leva på de brittiska och franska trupperna där, och efter krigsslutet begav sig många av dessa till Egypten; Port Said, som grundades 1859 för att fungera som hamn för Suezkanalen (invigd 1869), kom i egenskap av internationell storhamn mellan Europa och Fjärran Östern, full av militärer och sjömän, att bli ett centrum för den internationella sexhandeln.
Bordellägarna var oftast europeiska kvinnor som själva var före detta prostituerade och skötte sin verksamhet med hjälp av en manlig dragoman eller medhjälpare som mötte nya kvinnor från båten, upprätthöll ordningen och fungerade som servitör och vakt.
Fram till 1937 rådde de så kallade Capitulatory-privilegierna i Egypten, vilket placerade utländska medborgare under beskydd av sina konsulat, och deras hem och affärsverksamheter undantogs från lokal beskattning och lagar med rätten att vägra samarbeta med lokal polis, något som utnyttjades av utländska bordellägare i Egypten.  
Många bordellägare gifte sig därför gärna med män från de franska kolonierna Tunisian och Algeriet för att på så sätt dra nytta av lagen som ställde utländska medborgare utanför det lokala rättssystemet och under konsulära lagar, och vissa kvinnor, både prostituerade och bordellägare, var i själva verket infödda kvinnor från europeiska kolonier.
År 1879 uppskattade en fransk läkare att det fanns 16 000 prostituerade i Egypten. Tiden 1885-1905 kom de europeiska prostituerade främst från Italien, Grekland, Frankrike och Valakiet, medan 1910-talet såg en kraftig ökning av kvinnor från Ryssland, Frankrike, Belgien och Österrike. Utöver europeiska kvinnor fanns det även turkiska, syriska och etiopiska kvinnor.
När Egypten blev ett brittiskt protektorat 1882 blev brittiska myndigheter oroade över den spridningen av sexuella sjukdomar bland deras trupper, och 1885 infördes reglementerad prostitution i Egypten. Europeiska prostituerade besöktes oftast av europeiska läkare från besiktningsbyrån i sin bordell.
Det är känt att det förekom en så kallad vit slavhandel av prostituerade till denna sexhandel, då vissa kvinnor uppges ha anlänt till Egypten under förespegling av anställning i ett annat yrke eller genom äktenskapsförmedling, och lockats in i en skuldfälla.
I Alexandria etablerades 1904 en lokalavdelning av International Bureau for the Suppression of the Trafﬁc in Women, och ytterligare en lokalavdelning i Port Said 1914, men de europeiska ambassaderna i Egypten ville inte stödja en lag mot sexhandeln då det skulle störa utländska medborgares särskilda rättsliga situation och bordellägarna tillhörde konsulernas mest frekventa klienter.
År 1932 upphävdes den reglementerade prostitutionen, och inga licenser delades därefter ut. År 1937 förbjöds återigen hallickverksamhet. 
1949 års lag förbjöd slutligen uttryckligen alla former av sexarbete. Prostitution är idag förbjudet i Egypten.